# Kurt Heilbut

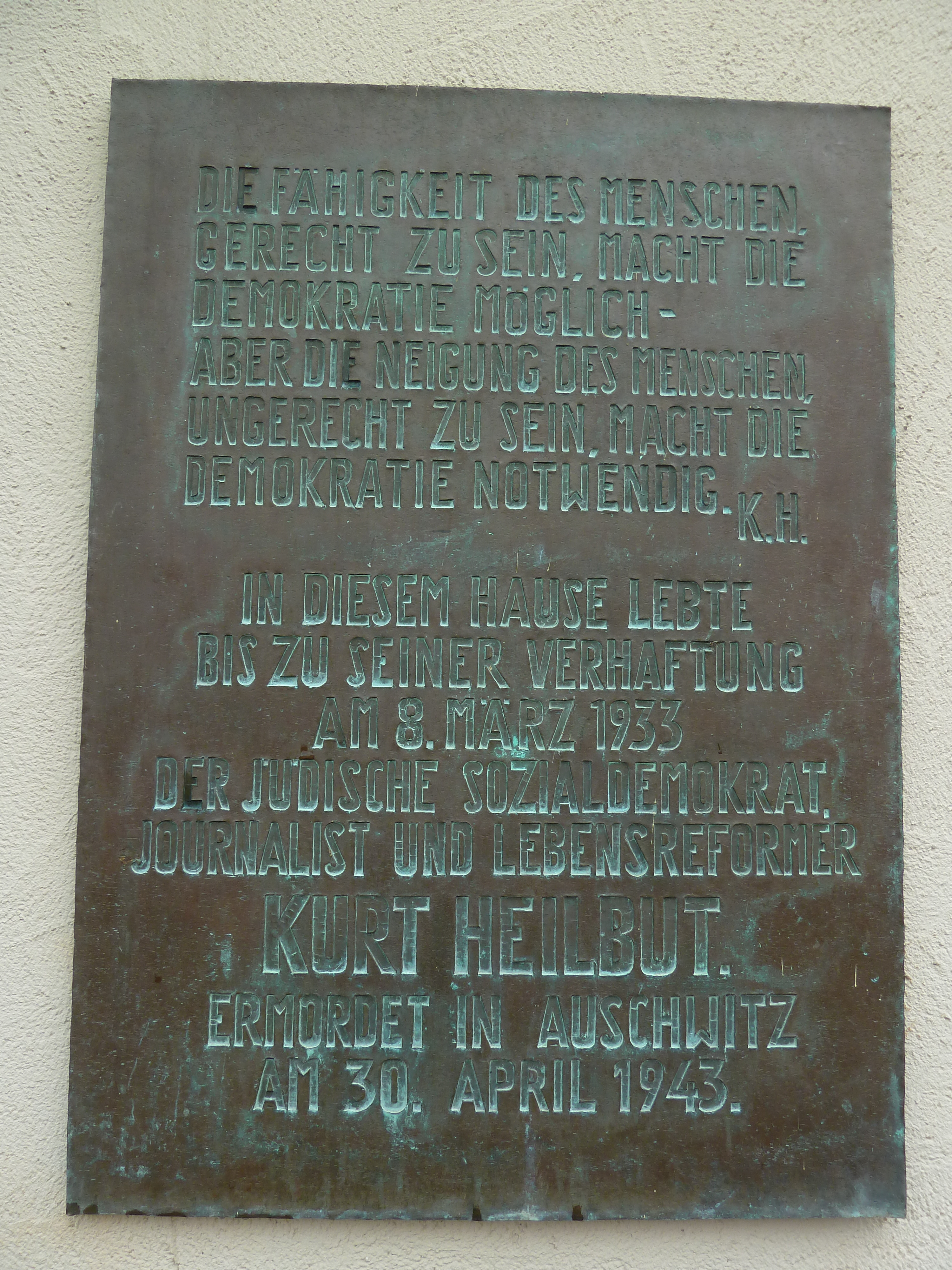
Gedenktafel Südstraße 20

Kurt Heilbut (* 21. Dezember 1888 in Freiburg im Breisgau; † 30. April 1943 im KZ Auschwitz) war ein deutscher Schriftsteller und Redakteur.

## Leben
Heilbut war jüdischer Abstammung und gehörte der SPD an. 1919 wurde er Parteisekretär in Berlin, 1920 hielt er sich in Sonneberg auf, wo sein Sohn Peter Heilbut, der nach dem Zweiten Weltkrieg Musikpädagoge, Komponist und Pianist wurde, geboren wurde. 1921 ging Kurt Heilbut nach Dresden und wurde Redakteur der bis 1933 erscheinenden Dresdner Volkszeitung.
Als Schriftsteller erlangte er vor allem durch sein mehrfach aufgelegtes Werk Sonnenwende Bekanntheit.
Am 8. März 1933 umstellten SA-Männer das Wohnhaus von Kurt Heilbut in der Südstraße 11 in Freital (heute Südstraße 20) und warfen die Fenster ein. In den Folgejahren wurde Kurt Heilbut mehrfach inhaftiert. Er starb im Konzentrationslager Auschwitz.

## Ehrungen
An seinem Freitaler Wohnhaus wurde 1996 eine Gedenktafel für Kurt Heilbut angebracht, im Stadtteil Zauckerode eine Straße nach ihm benannt.